# Sandy Baltimore
Sandy Baltimore (Colombes, 2000. február 19. –) francia női válogatott labdarúgó. A francia Paris Saint-Germain támadója.

## Pályafutása
Baltimore 10 évesen került Tavernybe, ahol a helyi Cosmopolitan csapatánál ismerkedett meg a labdarúgással. Tehetségét korán észrevette a Paris Saint-Germain és 15 évesen már a fővárosi klub akadémiáján képezte tovább magát.

### Klubcsapatban

#### Paris Saint-Germain
2016. szeptember 10-én a Metz ellen Hawa Cissoko cseréjeként debütált az első csapatban, majd néhány héttel később két percre a Bajnokok Ligájában is pályára léphetett a Lillestrøm ellen.

### A válogatottban
A franciaországi 2018-as U20-as világbajnokságon egy találattal járult hozzá csapata negyedik helyéhez. Skóciában pedig részt vett a 2019-es U19-es Európa-bajnokságon, ahol aranyérmet szerzett a gall kakasokkal.

## Sikerei, díjai

### Klubcsapatokban
Francia kupagyőztes (2):
- Paris Saint-Germain (1): 2018

 Francia bajnoki ezüstérmes (3): 
- Paris Saint-Germain (3): 2017–18, 2018–19, 2019–20

### A válogatottban
Franciaország
- U19-es Európa-bajnoki aranyérmes (1): 2019

## Statisztikái

### Klubcsapatokban
2020. október 18-al bezárólag
| Klub                | Szezon           | Bajnokság | Bajnokság | Kupa  | Kupa | Nemzetközi | Nemzetközi | Össz. | Össz. |
| Klub                | Szezon           | Mérk.     | Gól       | Mérk. | Gól  | Mérk.      | Gól        | Mérk. | Gól   |
| ------------------- | ---------------- | --------- | --------- | ----- | ---- | ---------- | ---------- | ----- | ----- |
| Paris Saint-Germain | 2016–17          | 1         | 0         | 0     | 0    | 1          | 0          | 2     | 0     |
| Paris Saint-Germain | 2017–18          | 9         | 1         | 5     | 1    | 0          | 0          | 14    | 2     |
| Paris Saint-Germain | 2018–19          | 12        | 1         | 2     | 3    | 2          | 0          | 16    | 4     |
| Paris Saint-Germain | 2019–20          | 9         | 4         | 5     | 1    | 5          | 0          | 19    | 5     |
| Paris Saint-Germain | 2020–21          | 5         | 3         | 0     | 0    | 0          | 0          | 5     | 3     |
| Paris Saint-Germain | Összesen         | 36        | 9         | 12    | 5    | 8          | 0          | 56    | 14    |
| Karrier összesen    | Karrier összesen | 36        | 9         | 12    | 5    | 8          | 0          | 56    | 14    |